# Adelencyrtoides otago
Adelencyrtoides otago är en stekelart som beskrevs av John S. Noyes 1988. Adelencyrtoides otago ingår i släktet Adelencyrtoides och familjen sköldlussteklar. Inga underarter finns listade i Catalogue of Life.